# Volt egyszer egy gyilkosság
A Volt egyszer egy gyilkosság (eredeti cím: Once Upon A Crime) 1992-ben bemutatott amerikai–német filmvígjáték Eugene Levy rendezésében.

## Cselekmény
A cselekmény egy sor pár körül forog a monacói Monte-Carlóban. Augie Morosco szerencsejáték-függő, akinek a gazdag, gyönyörű és hűtlen Elena a felesége. Üzleti ügyben tartózkodik Monacóban, és azt tervezi, hogy a kaszinót messzire elkerüli. Ezt azonban nem teszi meg, és egy vagyont pazarol el.
Neil Schwary sikertelen szerencsejátékos, aki feleségével, Marilynnel Európába utazik, hogy dizájner divattermékeket vásároljon. Ezeket aztán saját termékként értékesíti. A vonaton találkozik Moroscóval, aki figyelmezteti, hogy ne menjen be a játékterembe.
Julian Peters sikertelen színész, aki beleszeret az amerikai Phoebe-be, és együtt próbálnak visszaszerezni egy elszökött tacskót a gazdájának, a gazdag Madam Van Dougannak.
Madam Van Dougant meggyilkolva találják, és Bonnard felügyelő nyomozni kezd. A gyanúsítottak hazugságokkal próbálnak kibújni a dolog alól. Elena viszonya, szerencsejáték-függősége és kölcsönös féltékenysége bonyolítja a gyanúsítottak helyzetét. Végül azonban az ügy megoldódik: a szobalányok meggyilkolták és feldarabolták a munkaadójukat. A végrendelet felolvasásakor kiderül, hogy a tacskó egyedüli örökösként van megnevezve, ekkor a felügyelő és asszisztense versenyt futnak, hogy az állat felügyeletéért folyamodjanak. 

## Szereplők
| Karakter              | Színész            | Magyar hang        |
| --------------------- | ------------------ | ------------------ |
| Augie Morosco         | John Candy         | Vajda László       |
| Neil Schwary          | James Belushi      | Gáti Oszkár        |
| Marilyn Schwary       | Cybill Shepherd    | Menszátor Magdolna |
| Phoebe                | Sean Young         | Vándor Éva         |
| Julian Peters         | Richard Lewis      | Dörner György      |
| Elena Morosco         | Ornella Muti       | Kovács Nóra        |
| Bonnard felügyelő     | Giancarlo Giannini | Tordy Géza         |
| Alfonso de la Pena    | George Hamilton    | Szersén Gyula      |
| Toussaint nyomozó     | Roberto Sbaratto   | Papp János         |
| Hercules Popodopoulos | Joss Ackland       | Láng József        |
| Kaszinópénztáros      | Eugene Levy        | Várkonyi András    |
| Házvezetőnő           | Ann Way            |                    |

## Fordítás
- Ez a szócikk részben vagy egészben  az   Once Upon a Crime című spanyol Wikipédia-szócikk fordításán alapul.  Az eredeti cikk szerkesztőit annak laptörténete sorolja fel. Ez a jelzés csupán a megfogalmazás eredetét és a szerzői jogokat jelzi, nem szolgál a cikkben szereplő információk forrásmegjelöléseként.